# Житово-Глаголево
Житово-Глаголево — деревня в Щёкинском районе Тульской области России.
Входит в состав Огарёвского муниципального образования.

## География
Расположена в 6 км до районного центра Щёкино, и в 28 км до областного центра — города Тула.

## Население
| 2010 |
| ---- |
| 45   |